# سوسکچه‌های دماغ دندانی
سوسکچه‌های دماغ دندانی(نام علمی: Rhynchitidae) نام یک تیره از راسته قاب‌بالان است.